# Utvrda Cesargrad (Klanjec)
Utvrda Cesargrad (niem. Kaisersberg) je objekt u gradu Klanjcu, zaštićeno kulturno dobro.

## Opis
Utvrda Cesargrad nalazi se najistaknutijem hrptu Cesargradske gore, iznad doline Sutle i današnjeg Klanjca. Prvi put se spominje 1399. g. u darovnici kralja Sigismunda kojom se poklanja Hermanu Celjskom. Prema predaji sagradili su je templari. Strukturu utvrde čine polukružna kamena građevina stambene funkcije, opasana zidinama i branič-kula. U Seljačkoj buni 1573. g. opljačkana je i zapaljena. Posljednji vlasnici Erdödyjevi je djelomično obnavljaju ali se utvrda napušta sredinom 17. st. radi izgradnje Novih Dvora Klanječkih te propada. Njezini ostaci sjedinjuju značajke srednjovjekovnog plemićkog grada, renesansnog kaštela i ranobaroknih dvoraca

## Zaštita
Pod oznakom Z-3519 zavedena je kao nepokretno kulturno dobro - pojedinačno, pravna statusa zaštićena kulturnog dobra, klasificirano kao "profana graditeljska baština".